# Paraleonnates
Paraleonnates är ett släkte av ringmaskar. Paraleonnates ingår i familjen Nereididae.
Kladogram enligt Catalogue of Life:
| Paraleonnates | \| \| Paraleonnates bolus \| \| \| \| \| \| Paraleonnates guadalupensis \| \| \| \| \| \| Paraleonnates uschakovi \| \| \| \| |
|               | \| \| Paraleonnates bolus \| \| \| \| \| \| Paraleonnates guadalupensis \| \| \| \| \| \| Paraleonnates uschakovi \| \| \| \| |
|               | Paraleonnates bolus |
|               | |
|               | Paraleonnates guadalupensis                                                                                                   |
|               | |
|               | Paraleonnates uschakovi |
|               | |